# Двукрака лериста
Двукраките леристи (Lerista bipes), наричани също северозападни пясъчни плъзгачи, са вид дребни влечуги от семейство Сцинкови (Scincidae).
Разпространени са в сухи савани, пясъчни пустини и крайморски дюни в северозападната и централна част на Австралия. Те са най-често срещаният вид на род Lerista. Описани са за пръв път от Йохан Густав Фишер през 1882 година.